# John Swinney

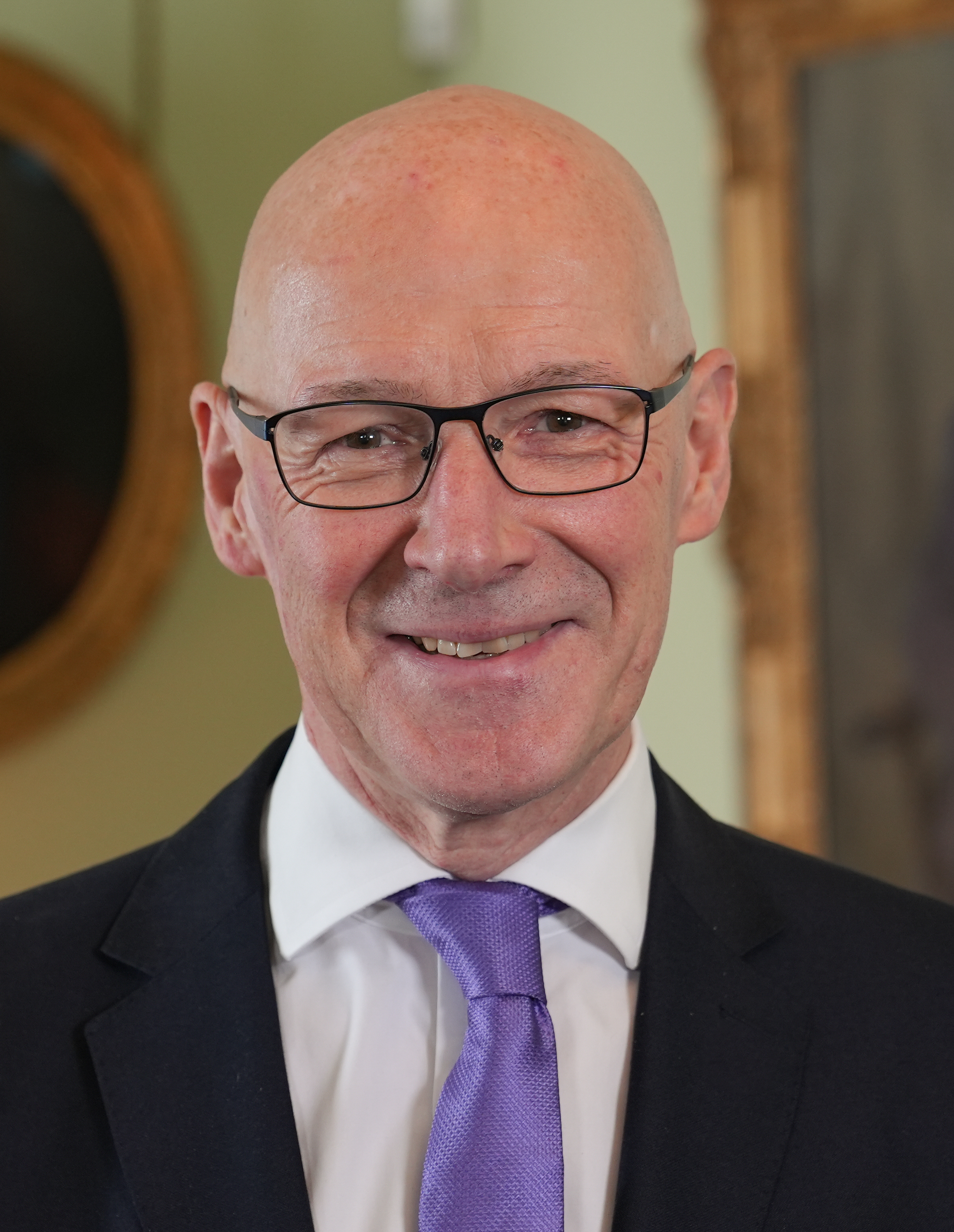
John Swinney (2024)

John Ramsay Swinney (Edinburgh, 13 april 1964) is een Schots politicus voor de Scottish National Party (SNP). Hij is sinds mei 2024 leider van de SNP en eerste minister van de regionale regering van Schotland.   
Swinney is sinds 1999 lid van het Schotse parlement, eerst voor North Tayside en sinds 2011 voor Perthshire North. Eerder was hij lid van het Britse Lagerhuis.  
Van 2000 tot 2004 was hij al eens leider van de Scottish National Party en oppositieleider in het Schotse parlement. Hij bekleedde van 2007 tot 2023 verschillende functies in het Schotse kabinet onder de eerste ministers Alex Salmond en Nicola Sturgeon. Van 2014 tot 2023 was hij vice-eerste minister.

## Biografie
Swinney sloot zich op 15-jarige leeftijd aan bij de SNP en was al snel een prominent figuur in de jongerenafdeling, Hij werd in 1986, op 22-jarige leeftijd, nationaal secretaris van de partij. Hij studeerde politiek aan de Universiteit van Edinburgh en was na zijn afstuderen achtereenvolgens onderzoeksmedewerker voor het Scottish Coal Project, management consultant bij Development Options en strategisch planner bij Scottish Amicable Life Assurance.

## Politieke loopbaan
Bij de algemene verkiezingen van 1997 werd hij gekozen als lid van het Lagerhuis voor het kiesdistrict Tayside North. Hij werd in 1999 voor hetzelfde district ook gekozen in het eerste Schotse parlement. Bij de algemene verkiezingen van 2001 gaf hij zijn Lagerhuiszetel op.
In 2000 trad Alex Salmond af als leider van de SNP. Swinney stelde zich kandidaat voor het leiderschap. De leiderschapsstrijd werd gedomineerd door interne strijd tussen gradualisten, die voorstander waren van Schotse devolutie als stap op weg naar onafhankelijkheid, en fundamentalisten, die voorstander waren van een radicalere breuk met het Verenigd Koninkrijk. Swinney vertegenwoordigde de gradualistische vleugel en won de leiderschapsverkiezingen.
Als leider van de SNP was hij ook leider van de oppositie in het Schotse parlement. Zijn ingetogen stijl stond in contrast met die van zijn meer charismatische voorganger Salmond. Swinney's functioneren als partijleider kwam al snel onder vuur te liggen. In 2004 trad hij terug na teleurstellende resultaten bij de Lagerhuisverkiezingen (2001), de Schotse parlementsverkiezingen (2003) en de Europese verkiezingen (2004). Alex Salmond keerde terug als partijleider.

## Minister in de regeringen Salmond en Sturgeon
De SNP won de Schotse verkiezingen van 2007 en Salmond werd benoemd tot eerste minister. Swinney was onder Salmond van 2007 tot 2014 minister voor Financiën, Werkgelegenheid en Duurzame Groei. Toen Nicola Sturgeon in 2014 Salmond opvolgde, benoemde zij Swinney tot plaatsvervangend eerste minister en tot minister voor Financiën, Grondwet en Economie. Vervolgens werd hij in 2016 minister voor Onderwijs, en in 2021 kabinetssecretaris voor Covid Recovery.
Na het aftreden van Nicola Sturgeon in maart 2023 kondigde Swinney zijn ontslag aan als plaatsvervangend eerste minister. Hij bleef lid van het Schotse parlement.

## Partijleider en eerste minister

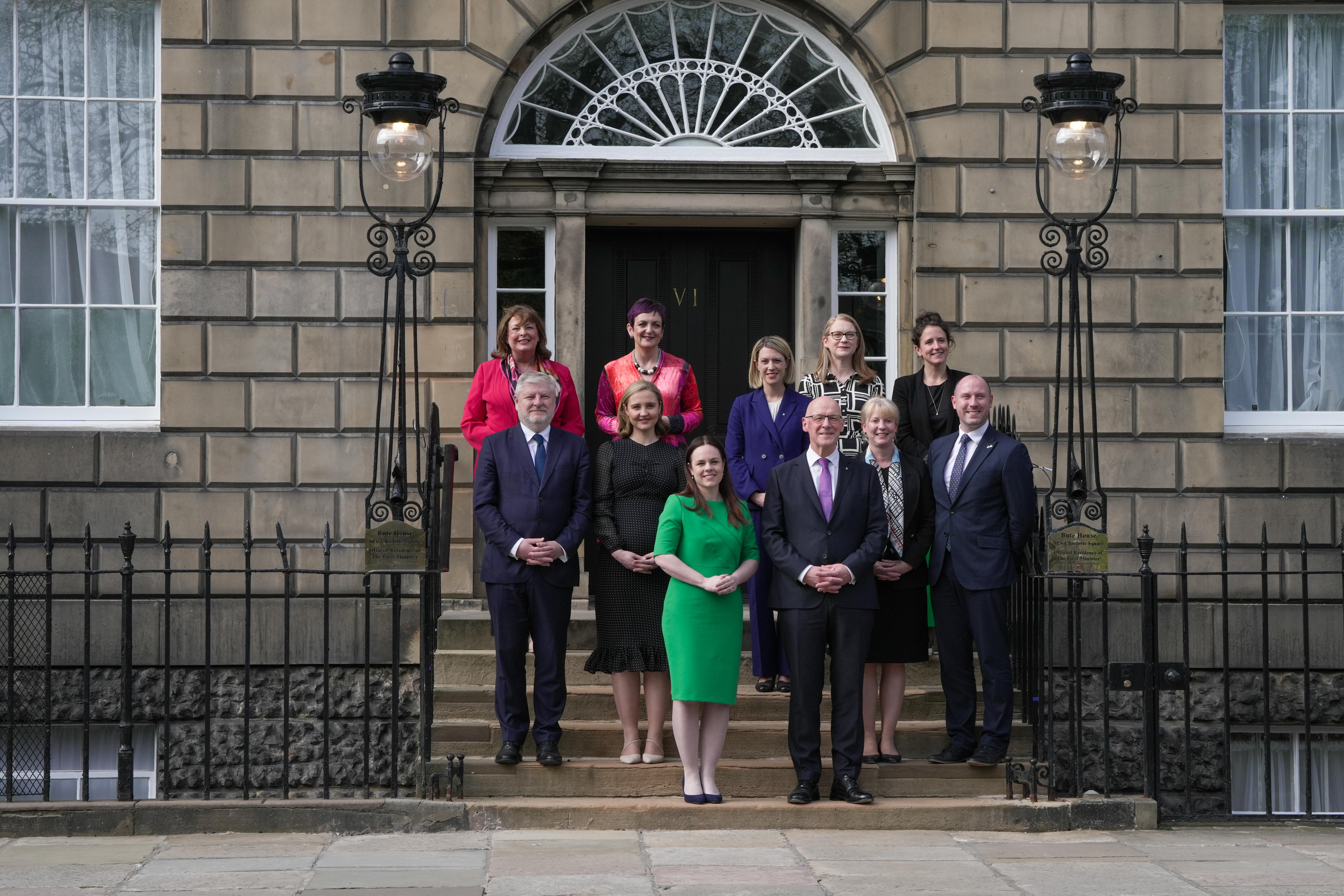
John Swinney met zijn kabinet op 8 mei 2024

In april 2024 trad Sturgeons opvolger als partijleider en first minister Humza Yousaf onverwacht af. Swinney werd vanwege zijn ervaring en persoonlijkheid door velen binnen de SNP direct genoemd als de meest geschikte kandidaat om het leiderschap over te nemen. Op 2 mei kondigde hij aan zich kandidaat te stellen.
Zijn belangrijkste mogelijke concurrent was voormalig minister van Financiën Kate Forbes, die bij de leiderschapsverkiezing  in 2023 met 47,9% van de stemmen tegen 52,1% had verloren van Yousaf.  Zij besloot Swinneys kandidatuur te steunen, in ruil waarvoor hij haar een belangrijke rol in zijn regering toezegde. Omdat er geen andere kandidaten waren, werd hij op 6 mei uitgeroepen tot de nieuwe leider van de SNP. Het Schotse parlement keurde een dag later zijn benoeming tot eerste minister goed. Swinney riep in het parlement de oppositie op om met hem samen te werken, en om verder te kijken dan de verschillen van mening rond Schotse onafhankelijkheid.  Hij kondigde aan bestrijding van armoede onder kinderen tot een prioriteit van zijn regering te willen maken. 
De enige wijziging die Swinney aanbracht in het kabinet was het benoemen van Kate Forbes tot vice-first minister en minister van Economische zaken en Gaelic. De voormalige vice-first minister, Shona Robinson, behield haar positie als minister van financiën.

## Externe bronnen
- Website John Swinney
- Profiel John Swinney op website Scottish Parliament

Donald Dewar · Henry McLeish · Jack McConnell · Alex Salmond · Nicola Sturgeon . Humza Yousaf . John Swinney